# Cruzada de Despenser

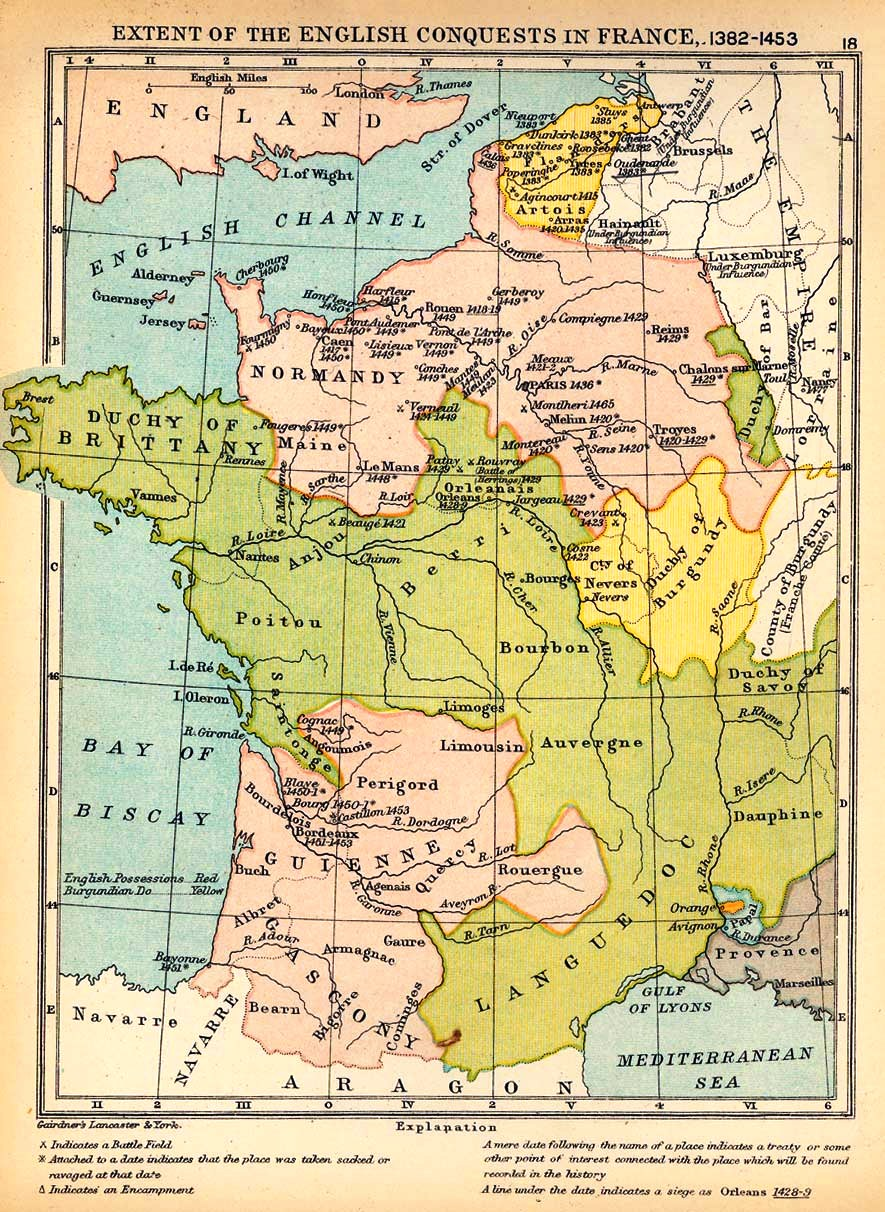
Mapa das conquistas inglesas em França de 1360 a 1453, representado a rosa e a amarelo na Flandres

Cruzada de Despenser (ou Cruzada do Bispo de Norwich, às vezes apenas Cruzada de Norwich) foi uma expedição militar liderada pelo bispo inglês Henrique Despenser em 1383 que visava ajudar a cidade de Gante em sua luta contra os apoiadores do antipapa Clemente VII. Aconteceu durante o grande cisma papal e a Guerra dos Cem Anos entre a Inglaterra e a França. Enquanto a França apoiava Clemente, cuja corte estava sediada em Avignon, os ingleses apoiavam o Papa Urbano VI em Roma. Popular na época entre as classes média e baixa, a Cruzada de Despenser "só foi amplamente criticada em retrospectiva" e, "apesar de toda a sua propriedade canônica, a Guerra dos Cem Anos foi mal disfarçada". Entre os críticos contemporâneos da cruzada estavam John Wyclif e o cronista Jean Froissart, que acusaram seus líderes de hipocrisia.